# Teddy Kristiansen

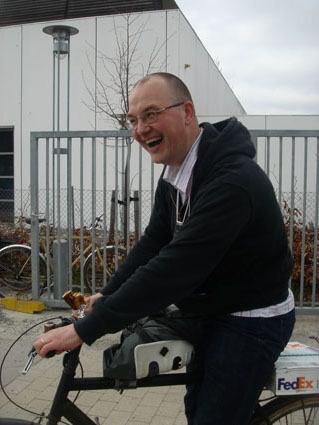
Imagem de Teddy Kristiansen.

Teddy Kristiansen é um cartonista dinamarques e desenhista de histórias de quadrinhos dinamarqueses e banda desenhada americana, conhecido por seu trabalho ao lado de Steve Seagle em It's a Bird, uma graphic novel retratando as experiências de Seagle como roteirista da revista Superman. Por seu trabalho, Kristiansen foi indicado ao Eisner Award, vencendo a categoria de "Melhor Pintor/Artista Multimídia".